# Euchloridae
Euchloridae is een familie van ribkwallen uit de klasse van de Tentaculata.

## Geslacht
- Euchlora